# Aeropuerto de Bulo Bulo
 Aeropuerto de Bulo Bulo (OACI: SLBB) es una pista de aterrizaje que da servicio a la ciudad de Bulo Bulo en el Departamento de Cochabamba de Bolivia.